# Bressey-sur-Tille
Bressey-sur-Tille település Franciaországban, Côte-d’Or megyében. Lakosainak száma 1110 fő (2022. január 1.). Bressey-sur-Tille Arc-sur-Tille, Izier, Magny-sur-Tille, Remilly-sur-Tille, Cessey-sur-Tille, Chevigny-Saint-Sauveur és Couternon községekkel határos.

## Népesség
A település népességének változása:
| Lakosok száma | 175  | 470  | 499  | 636  | 836  | 1092 | 1113 | 1127 | 1134 | 1110 |
|               | 1968 | 1982 | 1990 | 2006 | 2013 | 2015 | 2017 | 2019 | 2020 | 2022 |